# 石狮市
石狮市（白話字：Chio̍h-sai-chhī，臺羅：Tsio̍h-sai-tshī）是中国福建省下辖的一个县级市，由地级市泉州代管。1987年12月，自晋江县析置，市政府駐湖滨街道八七路。
石狮作为中国五大服装跨国采购基地之一，极具经济实力，其综合竞争力位居福建省第五位。2021年，石狮市GDP总量达到1072.51亿元（折合约166.23亿美元），全市全体居民人均可支配收入达到61590元（折合约9546美元）。《2022年中国中小城市高质量发展指数研究成果》中，石狮排名第15。

## 地理
石狮位于福建省东南沿海，泉州市南部，三面临海，地理坐标为北纬24°39′-24°49′，东经118°35′-118°48′，辖境东临台湾海峡，北面蚶江镇隔泉州湾与惠安县、泉州城区对望，南接深沪湾，西与晋江市接壤。石狮海岸线长67.7公里，岛礁54个，总面积189.2平方公里，石獅地勢平坦，泉州對望，南為深沪灣，西面為晉江所圍繞。

## 歷史
石獅原為晉江縣所轄，1987年12月，由原晉江縣石獅鎮、永寧鎮、蚶江鎮、祥芝鄉，組成石獅市，作為福建省綜合改革試驗區。

## 政治

### 现任领导
| 机构     | · 中国共产党 · 石獅市委员会 · 书记 | 石獅市人民代表大会 常务委员会 主任 | 石獅市人民政府 市长 | · 中国人民政治协商会议 · 石獅市委员会 · 主席 | 石獅市监察委员会 主任 |
| -------- | ---------------------------------- | ---------------------------------- | ------------------- | -------------------------------------------- | --------------------- |
| 姓名     | 蔡永生                             | 李斌                               | 余志伟              | 黄延艺                                       | 陈守林                |
| 民族     | 汉族                               | 汉族                               | 汉族                | 汉族                                         | 汉族                  |
| 籍贯     | 福建省惠安縣                       | 福建省莆田市                       | 福建省宁德市        | 福建省晋江市                                 | 福建省南安市          |
| 出生日期 | 未指定年份                         | 1969年9月（55歲）                  | 1985年9月（39歲）   | 1966年9月（58歲）                            | 1975年8月（49歲）     |
| 就任日期 | 2023年5月                          | 2023年3月                          | 2021年6月           | 2023年3月                                    |                       |

## 行政区划
石狮市下辖2个街道办事处、7个镇：
湖滨街道、凤里街道、灵秀镇、宝盖镇、蚶江镇、祥芝镇、鸿山镇、锦尚镇和永宁镇。

## 人口
年末户籍人口314,945人（2009年），常住人口55.30万人（2009年）。人口以汉族为主，此外有回、满、畲等少数民族，通用闽南语。
截至2020年11月1日零时，石狮市常住人口为685930人。

## 交通
- 福厦铁路：泉州南站
- 358国道过境。

## 教育
- 闽南理工学院
- 泉州海洋职业学院
- 泉州纺织服装职业学院

## 石獅服裝城
石狮服装城于2003年动工兴建、总投资15亿元的国际性服装物流配送中心、亚洲最大的服装专业市场。配套：以石狮服装城为中心，连接鸳鸯池布料市场（全国四大布料市场之一）、塔前服装辅料市场、洋下服装辅料面料综合市场及塔前服装机械市场。

## 文物古迹

### 文化古蹟
- 萬壽塔 (石獅)（南宋）-泉州港古建築-第六批全國重點文物保護單位
- 六胜塔（南宋）：蚶江镇石湖村-泉州港古建築-第六批全國重點文物保護單位
- 石湖碼頭又稱林銮渡（唐）：蚶江石湖西南侧-泉州港古建築-第六批全國重點文物保護單位
- 景胜别墅（建于民国4年，公元1915年）：宝盖镇龙穴村谢厝尾- 第八批全国重点文物保护单位
- 王起沃故居- 位于石狮玉湖引东-第十批福建省文物保護單位- 石狮市博物馆分馆
- 石狮城隍庙（建于清康熙六年，即公元1667年）-第七批福建省文物保護單位
- 永宁城隍庙（建于明洪武二十年，即公元1387年）-永宁镇永宁居委会-第四批福建省文物保護單位
- 新建蚶江海防官署碑記（建于清嘉庆年間）（俗称“对渡碑”，位于蚶江镇闽台对渡文化遗址公园内）- 第四批福建省文物保護單位
- 虎岫寺摩崖石刻- 第一批福建省文物保護單位
- 永宁海防石刻- 第十批福建省文物保護單位
- 石漁村- 第三批中國少數民族特色村寨

### 古墓葬
石狮市境内，已发现唐代以来古墓葬多处。
- 吴阕墓（唐）：宝盖镇塘头村东北角
- 高三弟墓（明攻倭阵亡壮士高三弟坟）：蚶江镇石湖塔东侧
- 周东泉墓（明）：蚶江镇石湖村
- 石湖乙甲郭氏回族始祖墓（明）：金钗山三宝湾侧，系明代石湖乙甲郭氏始祖郭言璐及其妻蔡氏之墓
- 郭伟墓（明）：石湖乙甲
- 郭坑郭氏祖墓（明）：永宁镇郭坑回族村西山
- 永宁粘氏始祖墓（明）：永宁镇永宁居委会
- 武探花陈有纲墓（明）：永宁镇岗内山土地宫後
- 李启一古墓：永宁鎮子英村
- 李眷良墓（清）：永宁鎮黄金海岸公路边的一座小山上
- 戏神墓（清）：鸿山镇伍堡村

### 古遗址
石狮市境内保存古遗址多处，包括卫城、盐场、桥梁、海关及烽火台等。
- 岑兜盐场遗址（唐）：永宁镇子英村
- 石湖寨城遗址（五代）：蚶江的石湖寨城
- 永宁卫城遗址（宋）：永宁镇永宁居委会
- 玉澜桥遗址（宋绍兴八年即公元1138年建）：宝盖镇上浦村
- 祥芝城遗址（明）：祥芝镇
- 郑成功水操台遗址（明）：蚶江镇蚶江村后垵
- 闽海局关遗址（1881年建）：永宁镇小街观音庙边
- 泉胜郊行遗址

### 古建筑
石狮境内存有诸多古代建筑，包括寺观、庙宇、民居、古塔、码头、牌坊、水井等。
- 虎岫寺（始建於唐貞觀年間）：宝盖山东麓塔石村虎岫岩
- 水尾塔（北宋）：蚶江镇石湖村
- 姑嫂塔（南宋）：宝盖镇宝盖山巅
- 六胜塔（南宋）：蚶江镇石湖村
- 塘园石塔（宋）：灵秀镇塘园村北
- 蚶江石经幢（宋）：蚶江镇蚶江村后垵
- 圆通庵（建于後周显德五年，即公元958年）：石狮杆头石永路旁
- 法净寺（又稱布金院，隋）：宝盖镇仑后村
- 金相院（隋）：石獅灵秀山上
- 石狮凤里庵（隋）：石獅馆顶路
- 永宁慈航庙（隋）：永宁镇永宁居委会顶亭
- 水西宫（建于隋大业十一年，即公元615年）：凤里东村
- 东岳庙（始建于唐朝）：蚶江石湖港东北金钗山
- 忠仁庙（即关帝庙，宋）：蚶江村后垵石经幢旁边
- 一线天街（宋）：蚶江
- 龙显宫：蚶江村前垵
- 吴王刘锜祠（建于元代元统元年，即公元1333年）：祥芝镇大堡村
- 永宁城隍庙（建于明洪武二十年，即公元1387年）：永宁镇永宁居委会
- 应山宫（建于明嘉靖四十四年，即公元1565年）：石狮城隍庙右侧
- 石湖周氏家庙（建于明代隆庆年间，即公元1567一1572年）：蚶江镇石湖村
- 沙堤董氏宗祠（明）：永宁镇沙堤村
- 董酉姑故居（明）：永宁镇沙堤村
- 再借亭碑记（明）：蚶江镇石渔村西南的“林銮古渡”边
- 山海宫（明，號稱闽南第一土地庙）：鸿山镇伍堡长任山麓
- 郭伟故居（明）：石湖乙甲岸边
- 南北何大厝（建于公元1661年）：宽仁糖房街
- 四世一品祠（建于清雍正六年，即公元1728年）：鸿山镇东埔村
- 斗美宫（清乾隆）：祥芝村东北角斗美澳
- 永宁文祠（又名鳌城书院，建于清乾隆二十八年即公元1763年）：永宁镇永宁村
- 永宁大夫第（又名林日茂古大厝，建于清嘉庆年間）：永宁镇永宁村西门外
- 蚶江海防官署遗址（建于清嘉庆年間）：蚶江镇闽台对渡文化遗址公园内
- 风炉厝”古大厝群（建于清道光年間）：蚶江镇锦江村
- 施氏二宗祠世德堂（清道光年間）：湖滨街道办事处曾坑社区
- 蚶江彻汉五王府（清道光年間）：蚶江镇後垵滨海打铁巷
- 重修七星桥碑记址（清光绪七年，公元1881年）：蚶江镇莲西村龙津寺东
- 锦江欧阳氏宗祠：蚶江镇蚶江村
- 钞坑双龙寺：灵秀镇钞坑村山上
- 厝上古厝（建于清光绪年间）
- 原菲律宾总统家古厝（建于清光绪二十四年，公元1898年）：宝盖镇坑东村附近
- 大夫第：凤里街道东村社区
- 贻谋堂：永宁镇子英村
- 景胜别墅（建于民国4年，公元1915年）：宝盖镇龙穴村谢厝尾
- 钞坑古厝（建于公元1920年）：灵秀镇钞坑村
- 六也亭（建于公元1933年）：永宁镇后杆柄村
- 贻庆楼（建于1934年）：永宁外高村
- 宁东楼：永宁
- 观海楼（建于1949年）：锦尚镇东店村
- 东西楼（1949年）：灵秀镇彭田村
- 朝天寺（1980年）：石狮市宝盖山脊
- 东埔灵安尊王庙
- 前垵古渡头（宋）：蚶江镇锦江村渡头尾
- 八角井（俗称“皇帝井”，传为宋幼主赵昺南逃建行宫时挖凿）：蚶江镇石湖村
- 玉泉井（宋）：石狮市宝盖山脊朝天寺内
- 龟湖埔锦进士坊（建于明嘉靖二十四年，即公元1545年）：宝盖镇龟湖村埔锦顶街
- 「南邦寄重」坊（俗称「施琅坊」、「馆顶坊」，清代）：石狮市区凤里宽仁街馆顶
- 蚶江镇绵江纪祠
- 蚶江萧太傅富美宫
- 蚶江九牧传芳祠（祭祀林披）
- 蚶江和平旅栈
- 蚶江延平王祠
- 蚶江汾阳传芳郭祠
- 蚶江范阳传芳祠
- 蚶江相极传芳祠
- 永宁东街沈王府
- 永宁泰山夫人妈宫
- 永宁古城垣

### 古石刻
石狮地面已发现古代摩崖石刻和石雕碑刻十餘处。
- 新建蚶江海防官署碑記（建于清嘉庆年間）（俗称“对渡碑”，位于蚶江镇闽台对渡文化遗址公园内）- 第四批福建省文物保護單位
- 金相院摩崖石刻
- 虎岫寺摩崖石刻- 第一批福建省文物保護單位
- 永宁海防石刻- 第十批福建省文物保護單位

- 风狮爷

## 友好城市
截至2007年10月31日，石狮市已经与2个国家建立了2对国际友好城市关系。
| 友好城市                         | 结好时间       | 签字地点 |
| -------------------------------- | -------------- | -------- |
| 那牙市（菲律宾南甘马林省）       | 2000年3月1日   | 那牙市   |
| 伦马克帕林加市（澳大利亚南澳洲） | 2005年10月19日 | 石狮市   |